# Hansgünter Matuschak

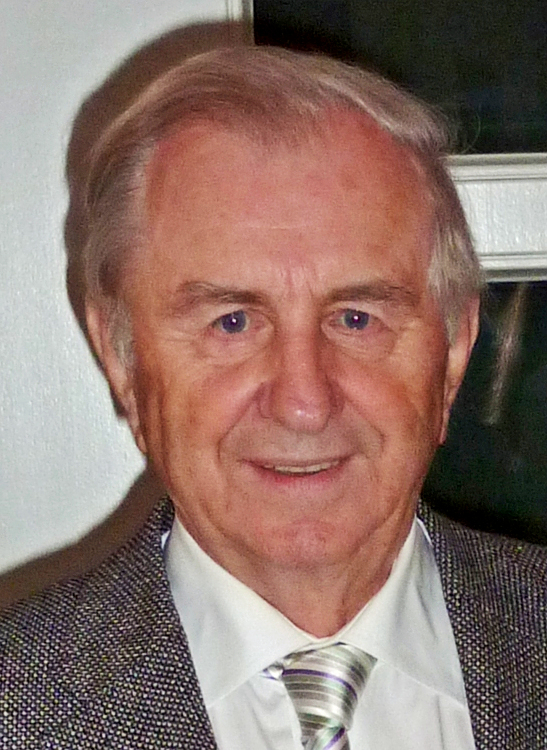
Hansgünter Matuschak (2009)

Hansgünter Matuschak (* 16. Oktober 1927; † 16. Dezember 2023 in Blumenthal) war ein deutscher Manager der Wohlfahrtspflege und Unternehmensleiter in Bremen.

## Leben

### Familie, Ausbildung und Beruf
Matuschak wuchs als Einzelkind in dem seit 1939 zu Bremen gehörigen Blumenthal auf, wo sein Vater als Facharbeiter für Streichgarne bei der Bremer Woll-Kämmerei tätig war. Während des Zweiten Weltkriegs zum Kriegsdienst eingezogen, kehrte Hansgünter Matuschak im Januar 1946 aus sowjetischer Kriegsgefangenschaft nach Bremen zurück. Dort besuchte er die Verwaltungsoberschule und wurde zugleich Regierungsinspektor-Anwärter. 1949 trat er als außerplanmäßiger Verwaltungsinspektor beim Senator für das Bildungswesen des Landes Bremen in die Verwaltungslaufbahn ein. Nach kurzer Tätigkeit als stellvertretender Leiter des Sozialamtes in Bremen-Vegesack wechselte er in gleicher Stellung zum Senator für Wohlfahrt und Jugendwesen.

### Unternehmerische Tätigkeit
Von 1968 bis 1989 leitete Matuschak zunächst als Verwaltungsdirektor, später als geschäftsführender Direktor die Bremer Heimstiftung. Zu Beginn mit einem Stiftungskapital von 20.000 DM ausgestattet, entwickelte sich die Stiftung unter Matuschak zum größten Träger der Altenhilfe in Bremen und darüber hinaus zu einer der renommiertesten derartigen Institutionen in Deutschland. Kurz nach Beginn seiner Tätigkeit bei dieser Stiftung gründete er 1968 die erste deutsche Fachschule für Altenpflege in Bremen und wurde im selben Jahr Gründungsmitglied der „Arbeitsgemeinschaft (heute ‚Fachgruppe‘) Wohnstifte“ beim Deutschen Paritätischen Wohlfahrtsverband-Gesamtverband e.V. (Der Paritätische), in dem er von 1977 bis 1987 auch als Mitglied des Bundesvorstandes wirkte.
Zwischen 1986 und 1997 gründete er u. a. gemeinsam mit Alex Winiarski (1922–2013; bis 1984 Verwaltungsdirektor der Bremer Heimstiftung), Hermann Beckmann (bis 1990 Direktor des Kuratoriums Wohnen im Alter), Karl-Heinz Jantzen und Friedrich Rebers sowie den jeweiligen Stadtdirektoren den Verein Oldenburger Wohnstift und mehrere weitere Vereine in verschiedenen norddeutschen Städten, mit dem Zweck, neue Wohnstifte zu realisieren.
Ferner war Matuschak von 1970 bis 1989 Mitglied des Instituts Altenwohnbau des Kuratorium Deutsche Altershilfe in Köln und von 1979 bis 1989 des Aufsichtsrates der Gemeinschaft Deutsche Altenhilfe in Hannover. Für die Hildesheimer Diözesansynode 1968/69 berief Bischof Heinrich Maria Janssen den damals 41-jährigen Hansgünter Matuschak als einen von 102 Laiensynodalen.

## Ehrungen
1987 wurde ihm das Bundesverdienstkreuz 1. Klasse verliehen und durch Bürgermeister Henning Scherf überreicht.